# Удквист, Фольке
Фольке Карл Густав Удквист (швед. Folke Karl Gustav Odqvist, 29 июля 1899 — 7 мая 1984) — шведский механик, профессор Королевского технологического института в Стокгольме.

## Биография
После службы в армии поступил в Королевский технологический институт, который закончил в 1922 году. Продолжил обучение в Стокгольмском университете, где в 1928 году получил степень доктора, защитив диссертацию на тему «Краевая задача в гидродинамике вязкой жидкости». В 1929 году был назначен руководителем лаборатории в Ульcундских мастерских. В 1931 г. стал доцентом Королевского технического института, а в 1936 г. возглавил кафедру сопротивления материалов и прикладной механики. С 1943 г. до выхода на пенсию в 1966 г. Удквист также занимал должность проректора института. В 1980 удостоен почётной докторской степени КТИ.
В 1941 году Удквист был избран членом Королевской академии инженерных наук. В 1957 году стал членом Шведской королевской академии наук и занимал должность ее президента с 1969 по 1971 год. С 1962 года был иностранным членом Польской академии наук.
Фольке Удквист занимался механикой твёрдого тела, теорией пластичности. Разработал критерий упрочнения Удквиста при пластической деформации. Разработал теорию установившейся ползучести при неодноосном напряженном состоянии и применил ее к расчету дисков на ползучесть. Написал монографии по расчетам на ползучесть и длительную прочность. Решил ряд задач теории упругости и пластичности, теории подкрепленных пластин.
Удквист получил международное признание в своей области. С 1952 г. по 1956 г. был членом бюро Международного союза теоретической и прикладной механики, затем, в 1956—1960 годах — президентом союза, а в 1960—1964 вице-президентом.
Удквист написал учебник «Hållfasthetslära», первое издание которого объемом около 800 страниц вышло в 1948 году в издательстве Natur och Kultur. Эта книга долгое время была стандартным учебником по сопротивлению материалов во всех высших технических учебных заведениях скандинавских стран.
Зятем Удквиста был крупный учёный-механик Фритьоф Ньордсон (1922—2009).